# Comisaría General de Información
La Comisaría General de Información (CGI) de España, coloquialmente conocida como la policía secreta, es el servicio de inteligencia del Cuerpo Nacional de Policía. La CGI se integra en la Dirección Adjunta Operativa de la Dirección General de la Policía, y se encarga de la captación, recepción, tratamiento y desarrollo de la información de interés para el orden y la seguridad pública, así como su explotación o aprovechamiento operativo, especialmente en materia antiterrorista, tanto en el ámbito nacional como en el internacional, recogida por el CNP.
Su actividad es fundamental para la seguridad del Estado, ya que se centra, principalmente, en la lucha antiterrorista. De la CGI depende la unidad de desactivación de explosivos (TEDAX-NRBQ).
Su máximo responsable es el Comisario General de Información, actualmente Javier Antonio Susín Bercero.

## Historia

### Antecedentes
A principios del siglo xx se inicia la modernización de los servicios de la policía española con motivo de la reestructuración que se realiza después del asesinato de José Canalejas, presidente del Consejo de Ministros (hoy en día denominado presidente del Gobierno). El Real Decreto de 27 de noviembre de 1912 crea la Dirección General de Seguridad para además de entender en la organización y ejecución de policía gubernativa integrada por las Secciones de Vigilancia y Seguridad, constituir un Centro a donde afluyan todos los datos e informaciones procedentes del territorio nacional, relacionados con el mantenimiento del orden general y con la prevención y persecución de los delitos y demás servicios propios de la Policía para que “organizados, relacionados y complementados sean base de iniciativas y órdenes, que de tal Centro, partan para su cumplimiento donde correspondan unificando y sistematizando este Servicio Público en todo el Reino”. A raíz del magnicidio citado, el entonces Cuerpo de Vigilancia de Madrid reestructura sus servicios en ocho Brigadas, entre ellas: la Brigada de Anarquismo y Socialismo y la Brigada de Información encargada de captar información útil para la protección y la seguridad.
En los primeros años de la república, estos órganos de inteligencia policial pasan a integrarse en la recién creada Oficina de Información y Enlace (en ocasiones mencionada como Gabinete) hasta su supresión en 1937 al crearse el Departamento Especial de Información del Estado. Este departamento tuvo una corta duración, pues en marzo de 1938 se integró en el Servicio de Investigación Militar.

### Guerra Civil
Después de la guerra civil, la Ley de 23 de septiembre de 1939 reorganiza la Dirección General de Seguridad y en su artículo 2º expresa que comprenderá los siguientes servicios centrales: “Comisaría General de Fronteras, de Información, de Orden Público y de Identificación”. La Orden de 7 de octubre de 1939 del Ministerio de la Gobernación organiza las cuatro Comisarías Generales citadas y en relación con la Comisaría General de Información indica que: “Desarrollará toda la labor informativa y de asuntos reservados con arreglo a organización especial y control de extranjeros” definiéndose así sus competencias.
En los años 1960 se conocía como Servicio de Información.
En los últimos años del franquismo, entre 1974 y 1976, se denominó Jefatura de Información.

### Transición
En la transición a la democracia, el Real Decreto 2614/1976 de 30 de octubre, por el que se introducen modificaciones en la estructura orgánica del Ministerio de la Gobernación en su artículo 10,apartado 4.3, de nuevo recoge la denominación de Comisaría General de Información y determina las funciones de: “Gestión y organización de cuanto concierne a la captación y recepción de los datos, noticias, informes y antecedentes con interés para los fines y cometidos de la Dirección General de Seguridad, así como de valorar, interpretar y utilizarla información recibida”. En el Real Decreto 1375/1978 por el que se reestructura la Dirección General de Seguridad volvemos a ver en el punto 4.1.1 a la Comisaría General de Información asignándole las funciones de "Organización y gestión de cuanto concierne a la captación, recepción, desarrollo y operatividad de la información con interés policial"

### España democrática actual
Tras la unificación del Cuerpo Superior de Policía con la Policía Nacional mediante la Ley Orgánica 2/1986, de 13 de marzo, de Fuerzas y Cuerpos de Seguridad, hereda las competencias de la antigua Comisaría General de Información. Los Acuerdos del Consejo de Ministros de 28 de noviembre de 1986 y 16 de febrero de 1996 otorgan el carácter de secreto a la estructura, organización, medios y procedimientos operativos específicos de los Servicios de información, así como sus fuentes y cuantas informaciones o datos puedan revelarlas.

## Titulares
- Vicente Santiago Hodsson (1933–1935)[15]
- Francisco Buzón Llanes (1936–1937)[16]
- Víctor Rico González (1937)[17]
- Antonio Correa Veglison (1939)[18]
- Gregorio Marcotegui Azcona (1974–1976)[19]
- Fernando Baamonde Guitián (1976)[20]
- Manuel García Campos (1976–1977)[21][22]
- Roberto Conesa Escudero (1977–1979)[23]
- Manuel Ballesteros García (1979–1982)[24]
- Jesús Martínez Torres (1982–1994)[25]
- Gabriel Fuentes González (1994–1996)[26]
- Jesús de la Morena Bustillo (1996–2004)[27]
- Telesforo Rubio Muñoz (2004–2006)[28]
- Miguel Valverde Sánchez (2006–2012)[29]
- Enrique Barón Castaño (2012–2018)[30]
- Germán César Rodríguez Castiñeira (2018)[31]
- Eugenio Pereiro Blanco (2018–2024)[32]
- Javier Antonio Susín Bercero (2024-)[33]